# Território da Capital Federal (Nigéria)
O Território da Capital Federal é um território federal da Nigéria, que abriga a capital da Nigéria, Abuja. Sua população é estimada em 1.698.781 habitantes em 2012.

## Subdivisões
- Abaji
- Abuja
- Bwari
- Gwagwalada
- Kuje
- Kwali